# Бутано-литовские отношения
Бутано-литовские отношения — двусторонние международные отношения между Бутаном и Литвой. В 2022 году дипломатические отношения между странами остаются неустановленными.
Королевство Бутан остаётся одной из стран, с которыми у Литвы до сих пор не установлены дипломатические отношения. На это повлияла политика самоизоляции Королевства Бутан. Несмотря на это, между Литвой и Бутаном существует экономический обмен, а также сотрудничество по линии Европейского союза, с которым Бутан установил дипломатические отношения ещё до подписания Маастрихтского договора. Туристические агентства организуют поездки в эту страну из Литвы.
Обе страны являются членами ООН.
Первая попытка установить дипломатические отношения была в 2013 году, когда Комитет Сейма рассматривал возможности установления отношений с Кубой и Бутаном. Однако отношения были установлены с Кубой, но не с Бутаном.
11 июля 2017 года для установления дипломатических отношений прибыла делегация бутанских дипломатов во главе с Кесангом Вангди, директором Департамента двусторонних отношений Министерства иностранных дел Бутана. Встреча состоялась в рамках проекта литовской программы сотрудничества в целях развития и поддержки демократии «Передача литовского опыта в укреплении административного потенциала бутанских учреждений и продвижении демократических реформ в Бутане». Делегация встретилась с Линасом Линкявичюсом, советниками президента Дали Грибаускайте и премьер-министром Саулюсом Сквернялисом, членами Комитета Сейма по национальной безопасности и обороне. Помимо установления дипломатических отношений, обсуждались также возможности политического, экономического и культурного сотрудничества, текущие международные дела. Указано, что делегация Бутана посетит Центр востоковедения Вильнюсского университета и Ассоциацию муниципалитетов Литвы, муниципалитеты Вильнюса, Алитуса, Друскининкай для изучения модели управления этих муниципалитетов, распределения административных функций на национальном и местном уровне.
В 2020 году Посол Литовской Республики в Индии Юлиус Пранявичюс подписал соглашение с бутанской неправительственной организацией Zamin Friends Forever об оказании поддержки производству масок для лица, чтобы помочь Бутану контролировать распространение COVID-19 в стране.